# حسن مصطفوی
میرزا حسن مصطفوی (۱۴۲۶-۱۳۳۴ قمری؛ برابر ۱۳۸۴–۱۲۹۵ خورشیدی) که گاه علامه حسن مصطفوی هم خوانده می‌شود نویسنده تفسیر روشن و فرزند محمد رحیم تبریزی مصطفوی است.

## زندگی
وی در سال ۱۲۹۵ در تبریز زاده شد. در ۱۵ سالگی، پدرش درگذشت. دوران دبستان و دبیرستان را در تبریز گذراند. در سال ۱۳۱۳ پس از گذراندن علوم مقدماتی به قم مهاجرت کرد و سطوح عالی را در حوزه علمیه قم فرا گرفت و به مدت ۷ سال از درس فقه و اصول فقه حجت کوه‌کمره‌ای استفاده کرد و ضمن آن به تدریس سطوح عالی هم پرداخت.
در ۱۵ سالگی دو کتاب رسائل و مکاسب را به پایان رسانیده و برای ادامه تحصیل به قم رفت.
از ۱۶ سالگی تا ۲۳ سالگی را در قم و از ۲۳ تا ۲۵ سالگی را در نجف به تحصیلات علوم حوزوی مشغول بود.
سپس دوباره به قم آمد و به مدت یک سال به تدریس تفسیر قرآن و علوم مرسوم پرداخت و در بیست و شش سالگی به تهران عزیمت و در همان سال ازدواج نمود. وی در ضمن این سال‌ها موفق به گرفتن دکترای الهیات از دانشکده الهیات تبریز (معقول و منقول) گردید.
وی در سن ۲۶ سالگی به اجتهاد رسید که گواهی‌اش توسط مراجعی مانند ابوالحسن اصفهانی صادر شده بود.
او با چهار زبان آشنا بود: ترکی، عربی، فرانسوی، عبری.
وی زندگی‌اش را از درآمد انتشار نوشته‌هایش می‌گذراند.
وی از آن زمان تا پایان عمر، بیشتر در تهران ساکن بود.

## درگذشت
او در ۸۹ سالگی درگذشت.

## استادان
- سید محمد حجت کوه‌کمری
- سید ابوالحسن اصفهانی
- محمدحسین اصفهانی
- آقا ضیاءالدین عراقی
- سید علی قاضی طباطبائی

## آثار
- التحقیق فی کلمات القرآن، ۱۴ جلد (عربی)
- تفسیر روشن (فارسی)
- تصحیح و تذییل کتاب «متشابهات القرآن»
- اشعه نور
- خودآموز قرآن مجید
- سی و دو مجلس در تفسیر سوره حشر، پیرامون معاد و روز جزا، ۲ جلد.